# Кюснахт (Швіц)
Кюсснахт (нім. Küssnacht SZ), до 2004 року Кюсснахт-ам-Рігі (нім. Küssnacht am Rigi) — громада в Швейцарії, в кантоні Швіц, округ Кюсснахт.

## Географія
Громада розташована на відстані близько 80 км на схід від Берна, 18 км на північний захід від Швіца.
Кюсснахт має площу 29,4 км², з яких на 16,6 % дозволяється будівництво (житлове та будівництво доріг), 55,7 % використовуються в сільськогосподарських цілях, 26,5 % зайнято лісами, 1,2 % не є продуктивними (річки, льодовики або гори).

## Демографія
2019 року в громаді мешкало 13 300 осіб (+8,8 % порівняно з 2010 роком), іноземців було 23,3 %. Густота населення становила 453 осіб/км².
За віковим діапазоном населення розподілялося таким чином: 19 % — особи молодші 20 років, 62 % — особи у віці 20—64 років, 19,1 % — особи у віці 65 років та старші. Було 5854 помешкань (у середньому 2,2 особи в помешканні).
Із загальної кількості 6880 працюючих 284 було зайнятих в первинному секторі, 2683 — в обробній промисловості, 3913 — в галузі послуг.